# Love (groupe)
Pour les articles homonymes, voir Love.
Love est un groupe américain de rock, originaire de Los Angeles, en Californie. Essentiellement en activité dès 1965 et au début des années 1970, Love est initialement mené par Arthur Lee, un chanteur, guitariste, pianiste, harmoniciste et compositeur métis et par le guitariste Bryan MacLean.
L'une des principales caractéristiques qui différencie la musique de Love de celle des autres groupes pop américains est l'alliance de diverses influences musicales, telles que le rock 'n' roll, le garage rock, le folk, la pop, le blues ou encore la musique psychédélique. Ce métissage des genres atteindra son paroxysme dans Forever Changes (1967) et leur musique sera dès lors qualifiée de pop baroque.
Tout au long de sa carrière, le groupe reçoit des éloges des critiques musicaux mais leur succès populaire reste toujours mitigé, à l'ombre d'autres groupes de l'époque, tels que les Doors. Love et leur album Forever Changes, sont cependant considérés comme des pierres angulaires du rock psychédélique.

## Historique

### Débuts (1963–1965)
Love est formé en 1965 par le chanteur, guitariste et multi-instrumentiste Arthur Lee. Originaire de Memphis, né d'un père noir et d'une mère blanche, il commence à l'adolescence à jouer dans des formations de jazz ou de rhythm 'n' blues du coin. Il crée ensuite ses propres groupes, dont Arthur Lee and The LAG's, puis en 1964 Grass Roots, avec le guitariste John Echols, lui aussi métissé et originaire de Memphis.
En 1965, la formation ajoute le guitariste et chanteur Bryan MacLean et le bassiste Kenny Forssi, Arthur Lee rebaptise le groupe Love. Le groupe joue dans les clubs à la mode de Los Angeles, où il est remarqué par le producteur Jac Holzman, fondateur de Elektra Records (la petite histoire raconte qu'Arthur Lee fit découvrir les Doors à Holzman). Dans le plus pur esprit hippie, les membres du groupe vivent en communauté dans un grand manoir, où ils peuvent se livrer à diverses expériences musicales, chimiques ou sexuelles. À la manière des groupes de San Francisco que sont le Grateful Dead, le Jefferson Airplane ou le Quicksilver Messenger Service, la musique des Love devient rapidement indissociable de la prise de drogues hallucinogènes. On commence alors à parler de rock psychédélique ou d'acid rock.
En 1966, Love publie l'album éponyme, qui se vend modérément et atteint la 57e place du Billboard 200.

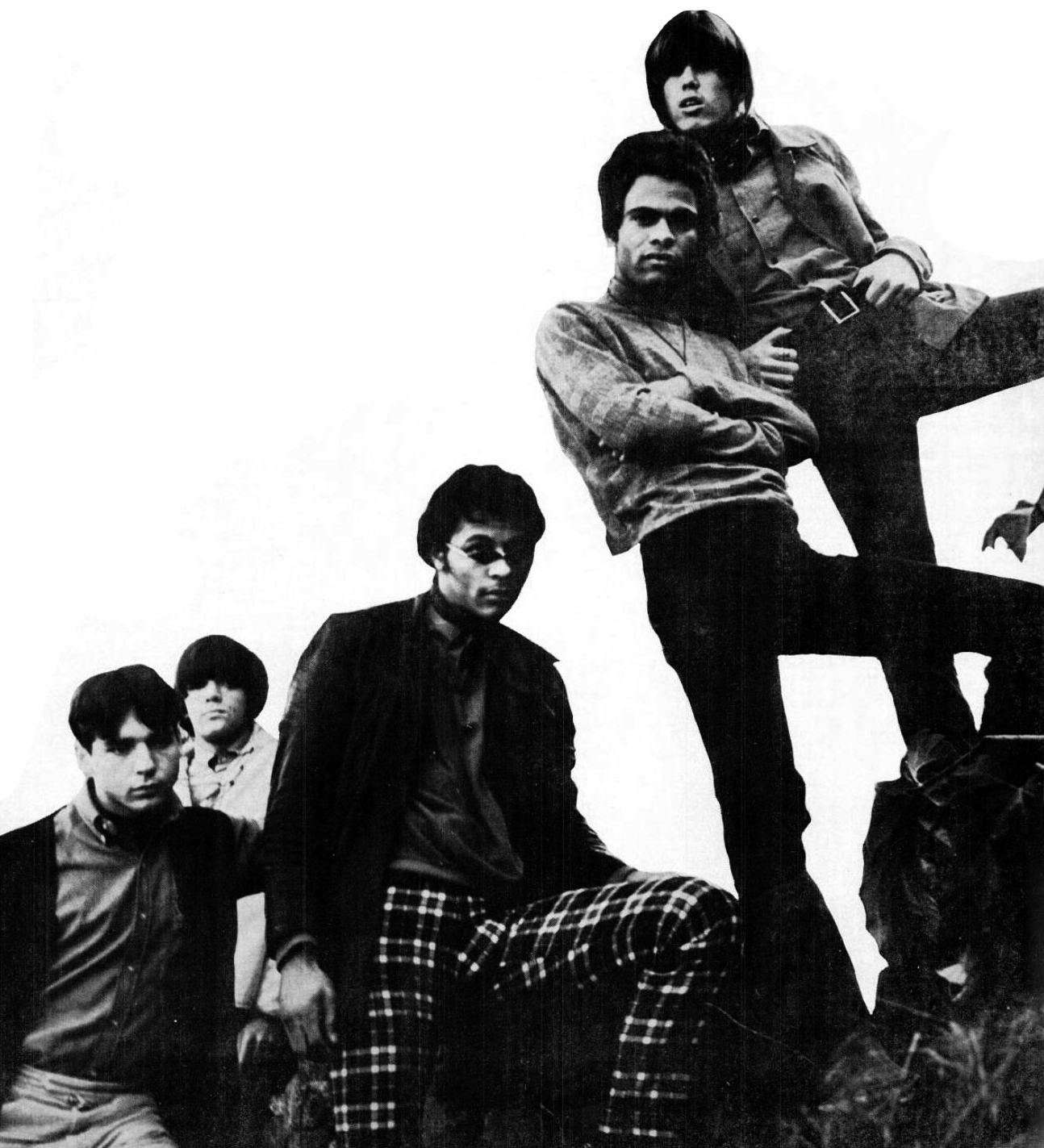
En 1966

### DeDa CapoàForever Changes(1966–1968)
En 1967, le groupe publie son deuxième album, Da Capo, marqué par le morceau Revelation, d'une durée inédite pour l'époque : 18 minutes. Le style du groupe prend forme, fait d'un mélange de guitares dissonantes et hispanisantes, mâtiné de rock'n'roll, mais aussi de mélodies mélancoliques et tourmentées, pour la plupart issues de l'imagination d'Arthur Lee. Dès lors naît la légende que ce dernier plane constamment sous acide.
Malgré une très bonne critique, Da Capo n'est pourtant pas un grand succès commercial, tout comme le suivant publié à la  fin de l'année Forever Changes, le troisième album du groupe. Les mélodies bancales et troublantes, les arrangements soignés à l'extrême, les textes mystérieux, les voix délicates de Forever Changes font de cet album un évènement majeur du rock psychédélique. Sa complexité reflète l'état d'esprit de son leader Arthur Lee, persuadé de sa mort imminente. L'alchimie de Forever Changes durera  très peu : la pérennité du groupe est alors fragile, Lee et sa bande sont en effet pourchassés par des créanciers divers. Celui-ci ne s'est d'ailleurs pas toujours expliqué sur le recrutement de l'orchestre philharmonique de Los Angeles, selon lui sur ses propres deniers, pour réaliser les arrangements de l'album.
Le groupe vit à cette époque reclus dans la maison hollywoodienne de Bela Lugosi, s'adonnant quotidiennement à l'héroïne et essayant d'enregistrer une suite à Forever Changes. Seul un ultime single verra le jour : Your Mind and We Belong Together. Peu de temps après, Bryan MacLean échappe à une overdose et sera le premier à quitter le navire. Echols et Forssi, sous l'emprise du LSD, mèneront de petites rapines à main armée dans des magasins de beignets. Ils purgeront tous deux des peines de prison jusqu'à la fin des années soixante.

### Arthur Lee seul aux commandes (1969–1973)
Lee se retrouve seul et est encore tenu par contrat avec Elektra pour un dernier album. Bien que miné, aussi bien par son accoutumance désastreuse à l'héroïne que par ses fréquentes dépressions paranoïaques, il remonte un groupe avec Frank Fayad, George Suranovitch et Jay Donellan. Durant l'été 1969, la nouvelle formation s'enferme dans les studios, enregistrant jusqu'à 10 heures de bandes nouvelles. Deux albums entiers seront le fruit de ses sessions : en premier lieu Four Sail en 1969 et puis en décembre, le double Out Here.
Un son unique relie les deux œuvres. Love, sous le patronage unique de Lee, est entièrement passé électrique. Des tonnes de distorsions saturent ces deux albums en faisant des monuments sacro-saints du psychédélique lourd. August qui ouvre l'album Four Sail, tout comme Stand Out ou Love is More than Words en sont des exemples séminaux. Toute légèreté cependant n'est pas perdue. On retrouve de nombreux accents des premiers albums dans les paroles étranges et possédées d'Arthur Lee. Et bien que les tons soient décidément plus sur le mauvais trip qu'autre chose, on entend encore les harmonies d'antan sur Always See Your Face, la reprise rock d'une de leur propre chanson, Signed D.C., et I'll Be With You.
Cependant, malgré l'accueil de nouveau chaleureux des critiques Four Sail finit dans les bacs à soldes, la maison de disques Elektra en a d'ailleurs profité pour sortir une compilation des plus grands succès du groupe au même moment. Lee est incroyablement déçu des résultats. Il porte son groupe en Angleterre puis en Europe pour la première fois pour une série de concerts inégaux. Out Here scellera la malédiction en assumant un très petit nombre de ventes. Lee s'enfonce de plus en plus dans la dépression, refonde un nouveau Love et enregistre un ultime album sous le label Love False Start en 1970 qui retombera à plat. Il publie en 1972 Vindicator sous son nom, l'influence de Jimi Hendrix avec lequel il a brièvement collaboré par le passé est de plus en plus prononcée.

### Bref retour et séparation (1974–2005)
En 1974, Lee s'entoure de nouveaux musiciens et sort l'album Reel to Real sur le label RSO. Cet album est orienté funk et comporte une section de cuivre. Plusieurs morceaux connaitront un succès populaire dans les années 1990 comme musiques de publicités ou comme reprises (Everybody's gotta live, Be thankful for what you've got).
En 1981, Lee sort un album sous son nom et simplement intitulé Arthur Lee sur le label Rhino. Produit plus simplement, l'album conserve le style de Lee mais se teinte de reggae.
Il rassemblera de nouveau Love en 2001 avec les membres de Baby Lemonade pour une série de plus de 60 concerts entièrement dédiés au chef-d'œuvre de 1967 Forever Changes qui culmineront le 15 janvier 2003 au Royal Festival Hall, concert qui bénéficie d'un luxueux accompagnement de cordes et de cuivres. Dans une configuration semblable, le groupe se produit au festival de Glastonbury le 28 juin de la même année. À la fin septembre 2005, Lee emménage à Memphis, dans le Tennessee, où il planifiait de continuer sous le nom de Love. Il est rejoint par le batteur Greg Roberson (Reigning Sound, Her Majesty's Buzz, Compulsive Gamblers) pour une nouvelle formation à Memphis, qui comprendra Adam Woodard, Alex Greene (The Reigning Sound, Big Ass Truck), Jack « Oblivian » Yarber, Alicja Trout, et Johnny Echols de la formation originale de Love. Malheureusement, l'état de santé d'Arthur ne pourra laisser le groupe renaitre. Il s'éteindra le 3 août 2006, d'une leucémie.

### Nouveau retour (depuis 2009)
En 2009, une version reformée de Love, avec Johnny Echols, les membres de Baby Lemonade, et Probyn Gregory des Wondermints, tourne en Amérique du Nord. Echols, rejoint par Baby Lemonade, continue de tourner sous le nom de Love Revisited, et Michael Stuart est listé parmi les membres de cette période en 2009.
Une compilation intitulée Love Lost, qui comprend des sessions de leur album non-publié en 1971. En 2013, l'album de Love, non enregistré et publié en 1973, Black Beauty, est publié par le nouveau label High Moon Records. Produit par Paul Rothchild, qui a travaillé sur les premiers albums live du groupe The Doors, l'album devait être le premier de cette nouvelle formation de Love après le départ de Lee.

## Membres

### Membres actuels
- Johnny Echols – guitare solo (1965–1968, depuis 2002)
- Michael Stuart-Ware - batterie (1966–1968, depuis 2009 ; invité)
- Rusty Squeezebox - guitare, chant (depuis 1994)
- Mike Randle - guitare (depuis 1994)
- David « Daddy O » Green - batterie (depuis 1994)
- David Chapple - basse (depuis 1996)

### Anciens membres
- Arthur Lee † – chant, guitare, piano, percussions, harmonica (1965–1975, 1978, 1982, 1992–2006 ; mort le 3 août 2006)
- Bryan MacLean † – guitare rythmique, chant (1965–1968, 1978 ; mort le 25 décembre 1998)
- Ken Forssi † – basse (1966–1968 ; mort le 5 janvier 1998)
- Alban « Snoopy » Pfisterer - batterie, orgue, harpsichord (1965–1967)
- Tjay Cantrelli (John Barberis) † – instruments à vent (1966–1967 ; décédé en 1985)
- Bobby Beausoleil – guitare (vers 1965)
- Johnny « Fleck » Fleckenstein † – basse (1965–1966, mort le 18 octobre 2017)
- Don Conka † – batterie (1965 ; mort le 24 septembre 2004)
- Larry Pincock † – batterie (1965-1966 ; décédé en 2012)
- Frank Fayad † – basse, chœurs (1968–1970, 1982 ; mort le 4 février 2014)
- George Suranovich † – batterie, chœurs (1968–1970, 1978, 1982; mort le 15 février 1990)
- Jay Donnellan – guitare solo (1968–1969, 1982)
- Drachen Theaker † – batterie (1968–1969 ; décédé en 1992)
- Gary Rowles - guitare solo (1969–1970, 1982)
- Paul Martin - guitare (1969)
- Nooney Rickett - guitare (1969–1970)
- Melvan Whittington † - guitare (1970–1974 ; mort le 16 février 2015)
- Probyn Gregory - multiples instruments (2009)

## Discographie

### Albums studio
- 1966 : Love
- 1967 : Da Capo
- 1967 : Forever Changes (réédition en 2001 avec 6 titres bonus)
- 1969 : Four Sail
- 1969 : Out Here (en)
- 1970 : False Start (en)
- 1974 : Reel to Real (en)

### Albums live
- 1980 : Love Live (enregistré en 1978)
- 1982 : Studio / Live (deuxième face enregistrée en concert en 1970)
- 2001 : Electrically Speaking
- 2003 : The Forever Changes Concert (enregistré en 2003)

### Compilations
- 1995 : Love Story 1966-1972
- 2003 : The Best of Love

### Singles
- 1966 : My Little Red Book / A Message to Pretty
- 1966 : 7 and 7 Is / No. Fourteen
- 1966 : She Comes in Colors / Orange Skies
- 1967 : ¡Que Vida! / Hey Joe
- 1967 : Alone Again Or / A House Is Not a Motel
- 1968 : Your Mind and We Belong Together / Laughing Stock
- 1994 : Girl on Fire / Midnight Sun

### Autres
- 1972 : Vindicator - Arthur Lee
- 1992 : Arthur Lee and Love
- 2003 : Back on the Scene (live 28 novembre 1991)